# Уве Бол
Уве Бол (на немски: Uwe Boll) е германски режисьор, сценарист и продуцент.
Известен е с филмите си, създадени по видеоигри. Уве Бол сам финансира филмите си чрез продуцентската си компания Boll KG. Въпреки че филмите на Бол са предимно нискобюджетни продукции, в тях са участвали множество известни актьори като сър Бен Кингсли, Рей Лиота, Джейсън Стейтъм и Долф Лундгрен.

## Биография
Уве Бол е роден на 22 юни 1965 г. в град Вермелскирхен, Западна Германия. Учил е в Университетите на град Кьолн и град Зиген, и има докторска степен по литература.
Бол решава да се занимава с филми още на десет годишна възраст, след като гледа изпълнението на Марлон Брандо във филма „Бунтът на Баунти“.

## Филми
Първите две по-известни продукции на Уве Бол в които е режисьор и съсценарист, са трилърът от 2002 г. Blackwoods и драматичният филм „Сърце от Америка“ (Heart of America, 2002).
Уве Бол е най-добре познат с филмовите си адаптации на видеоигри. Той е режисьор и продуцент на филми като: „Къща на смъртта“ (2003), „Сам в мрака“ (2005), „Сам в мрака 2“ (2008), „Кървавата Рейн“ (2005), „Кървавата Рейн 2: Избавление“ (2007), „Кървавата Рейн: Третия Райх“ (2010), „В името на краля“ (2007), „Postal“ (2007) и „Далечен зов“ (2008).

### Финансиране
Филмите на Бол често се представят слабо в боксофиса. „Къща на смъртта“, който е с бюджет от 12 млн.. долара, печели едва 5.73 млн. долара през първата си седмица в Щатите. „Сам в мрака“, който е с бюджет 20 млн. долара печели само 5.1 млн., а „Кървавата Рейн“ с бюджет от 25 млн., печели едва 2.42 млн. Най-слабо представилия се филм в кариерата на Уве Бол е филмът „В името на краля“, който с бюджет около 60 млн. долара печели само 13 млн. в световен мащаб.
Уве Бол е в състояние да получава финансиране на филмите си благодарение на германските данъчни закони, които облагодетелстват инвестициите в киното. Според немското законодателство, всяка немска компания има право на значителни преференции за заснемането на филми. Закона позволява до 100% от всички лихви и такси по заем, взет за направата на филм да бъдат поети от правителството. Освен това законодателството позволява да се облагат с данъци само чистите приходи от филмите, ако филмът е на загуба инвеститора получава отписване на данъка.
В DVD коментарите към филма „Сам в мрака“, Бол обяснява как точна успява да финансира проектите си: „Може би вече го знаете, но не е толкова лесно да финансираш филми. Причината аз да успявам да правя филми е, че имам данъчни облекчения в Германия. Ако инвестираш във филми в Германия, на практика можеш да си възвърнеш 50% от инвестицията от германското правителство.“ Заради метода на финансиране на филмите си Уве Бол получава много негативна публичност.

### Критика
От месец май 2011 г. „Къща на смъртта“ (филм, заради който специализирания сайт VideoHound's Golden Movie Retriever определя Бол като „кинематографично бедствие“) и „Сам в мрака“ са в класацията на „100-те най-лоши филма“ в сайта IMDb. Три от филмите на Уве Бол („Сам в мрака“, „Къща на смъртта“ и „Кървавата Рейн“) се появяват в класацията „Десетте най-лоши филма по видеоигри“ на сайта GameTrailers; всичките са в „топ 5“, като само филма „Супер братята Марио“ (номер 2 в класацията) предотвратява това, тези три филма да заемат челната тройка; „Кървавата Рейн“ е номер 1 в тази негативна класация. В ревюто си на филма „Сам в мрака“, Роб Вокс заявява, че в сравнение с този филм всички други „лоши“ филми изглеждат добре: „всичко е наред, биха си казали другите режисьори, поне не съм направил нещо подобно на „Сам в мрака““. В други ревюта на същия филм се казва „този филм е толкова лошо режисиран, актьорската игра е толкова ужасна, а сценария е толкова зле написан, че „Сам в мрака“ незаслужава дори да се издаде директно на DVD“. Например, в една сцена от филма може да се види как „убит“ актьор става и преждевременно напуска снимачната площадка. Някои критици наричат Уве Бол „Джонас Брадърс на филмовите режисьори“.
След като в интернет пространството се появяват слухове, че Уве Бол проявява интерес да направи филм по играта Metal Gear Solid, създателят на франчайза Хидео Коджима отговаря в собствения си блог: „категорично НЕ! Не знам защо Уве Бол изобщо може да си помисли за подобно нещо. Аз никога не съм говорил с него, просто е невъзможно да направя какъвто и да е филм с този човек.“ Бол по-късно заявява, че хора, които твърдят, че работят за Конами са го измамили, че ще снима филм по играта Metal Gear Solid.
Уве Бол е правил опит да стане режисьор на филма по играта World of Warcraft, но е отрязан от Blizzard Entertainment собственици на Warcraft франчайза: „нямаме намерение да продаваме филмовите права, не и на теб... особено пък на теб. Това е игра с огромен успех, но един лош филм може да я унищожи, както и приходите, които нашата компания има от нея“.
Блеър Ериксън, който трябвало да напише сценария за „Сам в мрака“ се изказва критично относно работата си с Уве Бол. Ериксън твърди, че Бол откраднал идеи от други филми и искал да добави елементи, които нямат нищо общо с оригиналната история на играта. Уве Бол се отказал от сценария на Ериксън защото в него нямало „достатъчно преследване с коли“.
Уве Бол обвинява за лошото представяне на по-ранните си филми дистрибуторската компания „Romar“ и е подал съдебен иск срещу нея. Филмите на Бол преди „Къща на смъртта“ са приемани по-положително от критиката. Например „Ню Йорк Таймс“ пише за филма Blackwoods положително ревю, въпреки че повечето реакции към филма от други критици и публика са отрицателни.
Бол получава рядкото „отличие“ – „Най-лоши постижения в кариерата“ („Worst Career Achievement“) на „29-ите Златни малинки“ за филмите си „В името на краля“, „1968 Тунелни плъхове“ и „Postal“. Общо в кариерата си Уве Бол е бил номиниран три пъти за „златни малинки“.

#### Отговор на критиката
Уве Бол не се притеснява от критиката. В DVD коментарите към филма „Сам в мрака“, той отговаря на критиката, че в неговите адаптации има значителни промени в сюжета и оригиналния сценарии на игрите: „Феновете винаги ще са недоволни. Знам, че почитателите на видеоигри имат собствена визия и идеи за това как трябва да изглежда добър филм и затова как изглежда един слаб филм.“ Говорейки за „Къща на смъртта“, Бол казва: „Мисля, че направих перфектен филм, в който се показва каква точно е играта. Пълен с много интересни моменти и страхотен екшън.“
Бол казва, че филмите му стават все по-добри с напредването на кариерата му: „„В името на краля“ е десет пъти по-добър от „Кървавата Рейн“, който е десет пъти по-добър от „Къща на смъртта“ и т.н. Ако хората не виждат това, тогава проблема не е мой, и аз си мисля, че само хората които ме мразят, не го забелязват. Нормалните хора, които си купуват филми и гледат телевизия, виждат моя прогрес.“ За „Кървавата Рейн“, Уве Бол казва: „Аз съм срещал много хора, които смятат, че „Кървавата Рейн“ е много по-добър филм от Подземен свят 2“. Бол е особено критичен към интернет противниците си. Той нарича „малоумници“ двама критици от сайта Ain't It Cool News, които пишат негативни ревюта за филмите му.
Уве Бол критикува и компаниите, които правят видеоигри и ги обвинява, че след като продадат филмовите права, не осигуряват никаква подкрепа за направата на филм по тях. Той посочва подкрепата, която се оказва на филмите адаптирани по комикси, докато компаниите за видеоигри често „продават правата и после забравят за тях“. Според него това е причината, заради която филмовите адаптации по видеоигри се приемат негативно от публиката и критиката.
След като списанието Wired публикува негативно ревю за филма му „Postal“, Бол отговаря с e-mail в който се казва за критика „не разбираш нищо от филми и си неталантлив самозван кинодеец, който си няма идея какво всъщност представлява „Postal“. Ти си едно нищо... и по-добре ходи да чукаш майка си... защото тя ти готви през изминалите 30 години... така че го заслужава.“ Бол твърди, че тази гневна електронна поща не е продиктувана от самото ревю, а заради това че редакторът на Wired му казал лично, че харесва филма, а след това публикувал негативно ревю.

## Боксови мачове срещу критиците („Разяреният Бол“)
Уве Бол предизвиква своите критици, „да се докажат или да млъкнат“ („put up or shut up“). През 2006 г. неговата продуцентска компания пуска изявление в медиите, в което се посочва, че Бол ще предизвика своите петима най-изявени критици, на 10 рундови боксови мачове. При тяхно желание в предизвикателството може да участват и режисьорите Куентин Тарантино и Роджър Ейвъри. За да попаднат в списъка на предизвиканите, критиците трябва да са публикували поне две крайно негативни ревюта за филмите на Уве Бол в медиите или интернет. През 2007 г. кадри от боевете ще бъдат включени в DVD-то на филма му Postal. На 20 юни 2006 г. Ричард „Lowtax“ Каянка (Rich „Lowtax“ Kyanka) казва пред сайта „Something Awful“, че той е първият критик предизвикан от Бол, заради ревюто си на филма „Сам в мрака“. Интернет сайта за залагания GoldenPalace.com решава да спонсорира събитието, като му дава име „Разяреният Бол“ („Raging Boll“). До края на месец август 2006 г. в списъка на предизвиканите критици са включени Рич Каянка от сайта „Something Awful“, писателят от списанието „Rue Morgue“ Крис Александър (Chris Alexander), уебмастъра на сайта „Cinecutre“ Карлос Паленсия Хименес-Аргуело (Carlos Palencia Jimenez-Arguello), Джеф Снайдър (Jeff Sneider) от сайта „Ain't it Cool News“ и Ченс Минтър (Chance Minter) – аматьор боксьор и уебсайт критик. Уве Бол се боксира и печели мачовете си срещу всичките пет участници. Първия мач се провежда на 5 септември 2006 г. в град Естепона, Испания срещу Карлос Паленсия. Следващите мачове се провеждат на 23 септември 2006 г. в развлекателния комплекс „Plaza of Nations“ във Ванкувър, Канада.
След като Каянка губи мача си срещу Бол, той отправя няколко обвинения срещу германския режисьор, включително и за това, че Бол отказва да се боксира срещу Ченс Минтър – който е опитен боксьор аматьор. Въпреки всичко, Бол се боксира и побеждава Минтър, който е негов четвърти опонент. Каянка също така твърди, че Бол заявил, че опонентите му ще получат боксово обучение преди мача, но това не се случило. След това Бол обещал „че няма да ги удря много силно“, но по време на боксовия мач, не спазил и това обещание. Каянка продължава в интервюто си след мача и казва „половината от нас (педизвиканите от Бол), дори не сме гледали филмите му“. Снайдър изказва подобни чувства, като казва за Бол, „мисля, че той е идиот. Това може и да е PR кампания, но не искам, да продължавам да получавам удари в главата“. Уве Бол не се съгласява с тези нападки, като заявява, че е дал на опонентите си три месеца да се подготвят за боксовите срещи. В пресконференцията след мачовете, Уве Бол похвалва опонентите си казвайки „сега вече харесвам критиците... Всеки, който излезе на ринга показа кураж. Никой не се отказа“.

## „Спрете Уве Бол!“
Зле направените филми на Уве Бол, надигат вълни от недоволство сред кино-аудиторията и почитателите на видеоигри. На сайта PetitionOnline.com е организирана петиция под името „Спрете д-р Уве Бол“, в която се приканва германския режисьор да спре със създаването на нови филми и да се оттегли от киноиндустрията. През месец април 2008 г. вестник „Гардиан“ публикува статия в която пише, че Уве Бол обещава да се оттегли от филмовия бизнес, ако онлайн петицията събере 1 млн. подписа.
На 7 май 2008 г. производителите на дъвки „Stride“ обявяват, че ако петицията събере 1 млн. подписа до 14 май 2008 г., ще дадат дигитален купон за пакетче дъвки на всеки, който се е подписал в нея.
Към месец януари 2013 година, петицията е събрала 354 303 подписа. В интервю за сайта Movie Mikes през март 2010, Уве Бол заявява, че няма намерение да се оттегля: „Мисля да не го правя. Ако бяха събрали един милион подписа, примерно за два месеца, тогава можеше да ми кажат нещо. Петицията дори беше спонсорирана от тази фабрика за дъвки. Смятам, че три години по-късно всичко е забравено. Също така смятам, че едни и същи хора са се подписвали повече от един път, най-вероятният брой на действителните подписи е някъде около 150 хиляди.“

### Отговор
Като част от рекламната кампания към филма „Postal“, Уве Бол пуска клип в който се казва, че той е „единственият гений в скапания [филмов] бизнес“ и че режисьори като Майкъл Бей и Ели Рот са „скапани слабоумници“. Бол обещава, че неговия филм е „в пъти по-добър от социално насочените простотии, тип Джордж Клуни, които гледаме всеки уикенд“. В отговор на „анти–Уве Бол“ петицията, той изразява надежда, че някой ще започне „про–Уве Бол“ петиция, която ще събере един милион подписа. Към януари 2013 г., петицията в защита на Уве Бол, която носи името „Long Live Uwe Boll“ е събрала 7658 подписа.
Майкъл Бей казва, че „ни най-малко се интересува“ от обидите на Уве Бол и нарича германския режисьор „жалко същество“, докато Ели Рот отговаря шеговито, че това е „най-големият комплимент“, който е получавал. Уве Бол по-късно заявява, че с изказването си описва ситуацията в Холивуд, а не че има нещо против двамата режисьори.
Уве Бол дава интервю за предаването „Attack of the Show“ на G4 TV в което казва (за отговора на Майкъл Бей и Ели Рот на неговата критика за тях), че Рот „има чувство за хумор“, а че Бей „няма чувство за хумор“. Той също така казва шеговито, че очаква неговия филм „Postal“ да се представи по-добре в боксофиса от филма на Стивън Спилбърг – „Индиана Джоунс и кралството на кристалния череп“.
На 26 април 2008 г. по повод „не се интересувам от Бол“ коментара на Майкъл Бей, Уве Бол предизвиква Бей на боксов мач, в който да се види „кой е по-добрия режисьор“. Ако Майкъл Бей се съгласи, мачът ще се проведе през септември или октомври в казиното „Mandalay Bay“ в Лас Вегас. В отговор на коментарите на Бол, Майкъл Бей публикува ново изявление: „До преди една седмица, когато ми отправи заплахи, не бях чувал за него. Този човек е скапан идиот щом си мисли, че може да отправя обиди към мен, Клуни и Ели Рот. Казва, че има докторска степен, а използва подобни обидни думи. Когато погледнеш неговите видеа, това което е интересно е обстановката в която са снимани. Гледайки евтиния му офис, старите машини и архаични компютри, мога да предположа, че той е един смотан тъпак, който иска да спечели някаква известност и за това снима някакви нискокачествени YouTube видеа, в които се прави на интересен. Този пичага просто иска да си спечели някакво внимание, защото с така наречените негови филми не може да си спечели никакво. Няма по-тъжно нещо от това, на прожекцията на някой негов филм в Ел Ей да видиш наполовина празен киносалон“.

## Филмография
| Година | Филм                                                             | Режисьор | Сценарист | Продуцент | Рейтинг в IMDb |
| ------ | ---------------------------------------------------------------- | -------- | --------- | --------- | -------------- |
| 1991   | German Fried Movie                                               | Ok       | Ok        | Ok        | 1.5/10 звезди  |
| 1993   | Barschel – Mord in Genf                                          | Ok       | Ok        | Ok        | 2.1/10 звезди  |
| 1994   | Amoklauf                                                         | Ok       | Ok        | Ok        | 2.3/10 звезди  |
| 1997   | Das erste Semester                                               | Ok       | Ok        | Ok        | 2.1/10 звезди  |
| 2000   | Fíaskó                                                           |          |           | Ok        | 2.6/10 звезди  |
| 2000   | Прекален светец (Sanctimony)                                     | Ok       | Ok        | Ok        | 2.7/10 звезди  |
| 2001   | Angels Don't Sleep Here                                          |          |           | Ok        | 2.2/10 звезди  |
| 2002   | Blackwoods                                                       | Ok       | Ok        |           | 2.6/10 звезди  |
| 2002   | Сърце от Америка (Heart of America)                              | Ok       |           |           | 4.1/10 звезди  |
| 2003   | Къща на смъртта (House of the Dead)                              | Ok       |           | Ok        | 2/10 звезди    |
| 2005   | Сам в мрака (Alone in the Dark)                                  | Ok       |           | Ok        | 2.3/10 звезди  |
| 2005   | Кървавата Рейн (BloodRayne)                                      | Ok       |           | Ok        | 2.8/10 звезди  |
| 2006   | В името на краля (In the Name of the King: A Dungeon Siege Tale) | Ok       |           | Ok        | 3.8/10 звезди  |
| 2007   | Те чакат (They Wait)                                             |          |           | Ok        | 5.1/10 звезди  |
| 2007   | Кървавата Рейн 2: Избавление (BloodRayne 2: Deliverance)         | Ok       |           |           | 2.6/10 звезди  |
| 2007   | Postal                                                           | Ok       | Ok        |           | 4.3/10 звезди  |
| 2007   | Сид (Seed)                                                       | Ok       | Ok        |           | 2.9/10 звезди  |
| 2008   | Тунелни плъхове (1968 Tunnel Rats)                               | Ok       | Ok        | Ok        | 4.6/10 звезди  |
| 2008   | Сам в мрака 2 (Alone in the Dark II)                             |          |           | Ok        | 3.5/10 звезди  |
| 2008   | Далечен зов (Far Cry)                                            | Ok       |           | Ok        | 3.2/10 звезди  |
| 2009   | Stoic                                                            | Ok       | Ok        | Ok        | 4/10 звезди    |
| 2009   | Вилнеене (Rampage)                                               | Ok       | Ok        |           | 6.3/10 звезди  |
| 2009   | Дарфур (Darfur)                                                  | Ok       | Ok        | Ok        | 5.7/10 звезди  |
| 2010   | Последната буря (The Final Storm)                                | Ok       |           | Ok        | 3.4/10 звезди  |
| 2010   | Макс Шмелинг (Max Schmeling)                                     | Ok       |           | Ok        | 4.5/10 звезди  |
| 2010   | Кървавата Рейн: Третия Райх (BloodRayne: The Third Reich)        | Ok       |           | Ok        | 2.9/10 звезди  |
| 2011   | Освиенцим (Auschwitz)                                            | Ok       | Ok        | Ok        | 3.5/10 звезди  |
| 2011   | Блуберела (Blubberella)                                          | Ok       | Ok        | Ok        | 2.7/10 звезди  |
| 2011   | В името на краля 2 (In the Name of the King 2: Two Worlds)       | Ok       |           | Ok        | 3.1/10 звезди  |
| 2012   | Зомби клане (Zombie Massacre)                                    |          |           | Ok        | 1.9/10 звезди  |
| 2013   | Легендата за червения жътвар (Legend of the Red Reaper)          |          |           | Ok        | 2.2/10 звезди  |
| 2013   | Спасителен план: Ерата на алчността (Bailout: The Age of Greed)  | Ok       |           |           | 6.1/10 звезди  |
| 2013   | В името на краля 3 (In the Name of the King 3)                   | Ok       |           |           | 3.2/10 звезди  |